# Karl von dem Bussche-Münch
Karl Georg Richard Friedrich Clamor Freiherr von dem Bussche-Münch (* 14. September 1861 in Düsseldorf; † 8. Februar 1900 in Schloss Benkhausen oder Hannover) war ein deutscher Rittergutsbesitzer aus dem Adelsgeschlecht von dem Bussche und Abgeordneter.

## Leben
Seine Eltern waren Alhard Georg Ernst Clamor von dem Bussche-Ippenburg (* 17. November 1835) und dessen Ehefrau Anna von Meyerinck (* 17. Juli 1836).
Nach dem Tod seines entfernten Verwandten Clamor Philipp von dem Bussche-Münch 1875 und dem Tod seiner drei Kinder kurz darauf, erlosch dieser Zweig der Familie 1878. Karl von dem Bussche erbte das Gut Benkhausen und führte nun den Namen von dem Bussche-Münch. Er heiratete 1895 Marie Amalie von Bernstorff (1872–1951), eine Tochter des Grafen Berthold von Bernstorff. Deren einziger Sohn Alhard (* 1897) hatte keine Kinder und verkaufte 1962 das Gutshaus Benkhausen.
Karl von dem Bussche-Münch war Amtmann und Ehrenamtmann. 1895 bis 1899 war er für den Wahlkreis Lübbecke Abgeordneter im Provinziallandtag der Provinz Westfalen. Er vertrat konservative Positionen.